# 高輝度蓄光式避難誘導板
高輝度蓄光式避難誘導板（こうきどちくこうしきひなんゆうどうばん）とは、主に消防法令上の誘導標識の一種。

## 概要
2006年（平成18年）3月29日の総務省消防庁告示第5号により規定された「高輝度蓄光式誘導標識」を指す場合が多い。高輝度蓄光式誘導標識はJISZ8716の常用光源蛍光ランプD65により照度200Lxの外光を20分間照射し、その後20分経過した後における表示面が100mcd/m2以上の平均輝度を有する誘導標識をいう。従来からあった蓄光式誘導標識の性能に比べ明らかに輝度（明るさ）が高い。
昨今の省エネルギーやCO2削減の社会的要求の中、2006年度「省エネ大賞」省エネルギーセンター会長賞を受賞する製品もあり、社会的な認知度は向上しているものの、これらの製品は消防法令に基き設置しなくてはならないため、普及促進には時間を要すると思われる。

## 認定制度
「高輝度蓄光式誘導標識」は、一般財団法人日本消防設備安全センターが認定機関に指定され、認定制度となっている。認定にはS級、A級、B級、C級の4種があり、更に環境照度200Lx対応、100Lx対応、50Lx対応の3種類に大別されている。
現在、標識メーカー各社が販売している「高輝度蓄光式誘導標識」のうち、数社しか認定を取得していない。また、類似した製品に東京消防庁が登録制度を取っている「明示物」があるが、これらは全く違う基準が定められており、取り扱いには十分注意を要する。メーカーの中には、認定基準適合品や東京消防庁認定品と称するものまであり、いずれも不正競争防止法による不当表示や誇大広告に該当する。これら製品に設置に付いては、一般消費者には判断できないものもあり、消防法令に知識のある建築設備関係者や消防設備安全センター等に問い合わせる必要がある。